# レッド・ヒート
『レッド・ヒート』（原題：Red Heat）は、1985年に公開されたアメリカのアクション映画。DVD題は『レッドヒート』。共産主義体制の東ドイツで収監されたアメリカ人女性か、シュタージ（秘密警察）に拷問などを受ける女囚映画である。

## キャスト
- リンダ・ブレア
- シルビア・クリステル
- スー・キール
- ウィリアム・オストランダー
- エリザベス・フォルクマン
- アルバート・フォーテル
- ハーブ・アンドレス

## 備考
- オリジナル版の尺は104分だが、日本を含め世界各国で発売されているDVDでは多くのシーンが検閲によってカットされている。